# Bolitoglossa pesrubra
Bolitoglossa pesrubra är en groddjursart som beskrevs av Taylor 1952. Bolitoglossa pesrubra ingår i släktet Bolitoglossa och familjen lunglösa salamandrar. IUCN kategoriserar arten globalt som sårbar. Inga underarter finns listade.